# Timbaúba (ort)
Timbaúba är en ort i Brasilien.   Den ligger i kommunen Timbaúba och delstaten Pernambuco, i den östra delen av landet, 1 700 km nordost om huvudstaden Brasília. Timbaúba ligger 136 meter över havet och antalet invånare är 45 121.
Terrängen runt Timbaúba är platt åt sydost, men åt nordväst är den kuperad. Timbaúba är det största samhället i trakten.
Omgivningarna runt Timbaúba är en mosaik av jordbruksmark och naturlig växtlighet. Runt Timbaúba är det ganska tätbefolkat, med 144 invånare per kvadratkilometer.